# جيمس كينغ (لاعب اتحاد الرغبي نيوزيلندي)
جيمس كينغ (بالإنجليزية: James King)‏ هو لاعب اتحاد الرغبي نيوزيلندي، ولد في 16 مارس 1987 في بوكيكو ‏ في نيوزيلندا.

## وصلات خارجية
- جيمس كينغ على موقع ItsRugby.co.uk (الإنجليزية)